# Andreas Suttner
Andreas Suttner (ur. 25 września 1876, zm. 5 lipca 1953) – austriacki szermierz, srebrny medalista olimpijski.
Na igrzyskach olimpijskich w Sztokholmie w 1912 roku reprezentacja Cesarstwa Austrii w składzie: Richard Verderber, Reinhold Trampler, Otto Herschmann, Friedrich Golling, Andreas Suttner, Rudolf Cvetko i Albert Bogen zdobyła srebro w szabli drużynowej. Startował także we florecie indywidualnym, jednak odpadł w pierwszej rundzie. Były to jego jedyne starty olimpijskie.
Nie zdobył medalu mistrzostw świata.